# Milan Šteindler
Milan Šteindler (n. 12 aprilie 1957, Praga, Cehoslovacia) este un regizor, scenarist și actor de film ceh.

## Biografie și carieră
Împreună cu David Vávra a fondat Teatrul Sklep din Praga, în 1971.
Ca actor a jucat în peste 60 de filme, ca ucenic în Tak láska zacíná... din 1975; ca șoferul Šesták în Sătucul meu drag din 1985, ca Wolfgang Amadeus Mozart în Mí Prazané mi rozumeji din 1991, ca șofer în Une trop bruyante solitude din 1996. Printe alte roluri de film ale lui Šteindler se numără: ca Melounek în Eine kleine Jazzmusik din 1996, ca ofițer în miniseria Deutschlandlied din același an, ca Myslivec în Cesta z mesta din 2000, producătorul Igor în Vyhnání z ráje din 2001, ca profesorul de fizică și șoferul de taxi Milan în Gympl din 2007, ca Egon Rázný în Ulovit miliardare din 2009 și alte roluri.
Milan Šteindler a fost unul dintre regizorii și scenariștii (alături de David Vávra și Petr Čtvrtníček) ai serialului TV ceh de satiră Česká soda. A mai scris  (împreună cu Halina Pavlowska) scenariul filmului de comedie Vrať se do hrobu! din 1990, pe care l-a și regizat.
Filmul său din 1994, Díky za každé nové ráno, Mulțumiri pentru fiecare nouă dimineață, a intrat în concurs la cea de-a 19-a ediție a Festivalului Internațional de Film de la Moscova, unde a câștigat Premiul Sfântul Gheorghe de argint pentru regie.
Šteindler a primit premiul Leul Ceh pentru cel mai bun regizor, în 1994, pentru același film, Díky za každé nové ráno, o comedie semi-biografică a actriței și scriitoarei Halina Pawlowská.

## Filmografie selectată
- Kopytem sem, kopytem tam (1989)
- Vrať se do hrobu! (1990)
- Díky za každé nové ráno (1994)
- Cesta z města (2000)
- Gympl (2007)
- Kozí příběh se sýrem, Povestea Caprei 2 (animație, 2012)